# Thomas Zacharias (Leichtathlet)
Thomas Zacharias (* 2. Januar 1947 in Bad Harzburg) ist ein deutscher Leichtathlet und früherer Olympiateilnehmer.

## Allgemeines
Thomas Zacharias ist ein Sohn des „Zaubergeigers“ Helmut Zacharias und dessen Ehefrau Hildegard Zacharias, geborene Konradat. Er besuchte die Mittelschule in Italien, legte das Baccalauréat in Frankreich und das Abitur in Berlin ab. Er studierte zunächst Musik und Jura, dann Philosophie, Soziologie, Publizistik, Sport und Pädagogik. Seine Karriere als Hochspringer in der deutschen Leichtathletiknationalmannschaft der Bundesrepublik währte von 1968 bis 1972. Seine persönliche Bestleistung liegt bei 2,22 m in der Halle (Weltjahresbestleistung) und bei 2,20 m im Freien.
Thomas Zacharias ist noch als Seniorensportler aktiv und erfolgreich. Er hat mehrere Altersklassenweltrekorde aufgestellt. Sein Masters-Weltrekord (M50) von 2,00 m steht seit 1997. Mit 1,83 m und 77 kg hat er nicht gerade die idealen Maße für den Hochsprung. Allerdings ist es ihm gelungen, über einen Zeitraum von 40 Jahren (Januar 1966 bis Januar 2006) seine eigene Körpergröße zu überspringen.
Inzwischen ist der Diplomsportlehrer als Erfinder didaktischer Sportgeräte erfolgreich. Am bekanntesten ist die Zacharias-Hürde, die insbesondere Anfängern das Erlernen des Hürdenlaufs erleichtert. Anders als Wettkampfhürden ist sie in der Höhe stufenlos verstellbar, gepolstert, gibt schon bei leichten Berührungen nach und ist in verschiedenen Positionen didaktisch nutzbar. Seine aufblasbare Hochsprunglatte für Kinder und Anfänger hat sich seit 1977 vielfach bewährt.
Zacharias veröffentlichte ein Buch zur Hoch- und Weitsprungtechnik (1997), zwei Bücher zur Tiefenpsychologie und Selbsterfahrung (1985, 1987) und zwei Bücher über Golfschlagtechnik (Kosmos-Verlag 2007, 2010). Er war zwei Jahre lang Bundestrainer für Straddle-Interpreten, erfolgreicher Leichtathletik-Schüler-, Jugend- und Spitzentrainer im USC Mainz sowie vier Jahre psychologischer Assistent der Golfnationaltrainer. Zurzeit schreibt er an einem Buch über die gesellschaftlichen Auswirkungen der Fußballregeln, die er für überaltert, unfair und dringend reformbedürftig erklärt. Seit 1983 lebt er auf Lanzarote. Mit seiner Frau Lola Zacharias hat er die Zwillinge Alejandro und Cristina (* 1990). Seine Geschwister sind die Journalistin Sylvia Zacharias und der Komponist Stephan Zacharias.
Seit 2017 startet er für den TV Obersuhl.

## Internationale Starts als Aktiver
Bei den Olympischen Spielen 1968 war Thomas Zacharias mit 2,09 m in der Qualifikation bester aller Ausgeschiedenen (13.). Dick Fosbury gewann die olympische Goldmedaille mit 2,24 m mit der nach ihm benannten Technik des Fosbury-Flops.
Bei den Halleneuropaspielen 1969 wurde Zacharias Neunter mit 2,05 m, bei den Halleneuropameisterschaften belegte er 1970 Platz acht mit 2,11 m und 1971 Platz fünf mit 2,14 m.
Er bestritt elf Länderkämpfe, zwei davon siegreich.

## Platzierungen bei Deutschen Meisterschaften als Aktiver

### Halle
- 1968 5. mit 2,03 m
- 1969 2. mit 2,09 m
- 1970 1. mit 2,15 m
- 1971 1. mit 2,20 m

### Freiluft
- 1967 6. mit 2,00 m
- 1968 1. mit 2,12 m
- 1970 4. mit 2,09 m
- 1971 5. mit 2,11 m
- 1976 9. mit 2,12 m

## Rekorde
Während seiner Aktivenzeit stellte Thomas Zacharias drei deutsche Rekorde und einen deutschen Hallenrekord auf:
- 2,18 m am 16. August 1970
- 2,19 m am 19. September 1970
- 2,20 m am 27. September 1970 (DLV-Rekord)
- 2,22 m am 21. Februar 1971 (Deutschland-Halle Berlin, Weltjahresbestleistung, Vizeweltrekord)

Später stellte Thomas Zacharias zahlreiche Deutsche und Weltrekorde in der Seniorenleichtathletik auf. Er war Inhaber der deutschen bzw. Europa- und Weltrekorde in den Altersklassen
- M45 mit 1,96 m aufgestellt am 7. Oktober 1996
- M50 mit 2,00 m aufgestellt am 2. März 1997 bei den 1. Halleneuropameisterschaften der Senioren in Birmingham (aktueller Weltrekord)
- M50 mit 1,98 m aufgestellt am 17. Mai 1997 in Baunatal (aktueller Weltrekord)
- M55 mit 1,84 m aufgestellt am 25. Januar 2006 (WR, 2013 mit 1,90 m überboten von Carlo Thränhardt)
- M60 mit 1,80 m aufgestellt am 27. April 2007 auf Lanzarote (WR bis 2012)
- M65 mit 1,64 m aufgestellt am 1. September 2013 in Viersen (ER)
- M65 mit 1,65 m aufgestellt am 12. März 2014 in Zaragosa (WR)
- M70 mit 1,55 m aufgestellt am 19. Februar 2017 in Arnstadt (DR)

Zuvor stellte er Weltrekorde in den Altersklassen M30 mit 2,17 m, M35 mit 2,10 m und M40 mit 2,05 m auf.

## Straddle versus Flop
Mit dem Olympiasieg 1968 durch Dick Fosbury (Mexiko-Stadt, 2,24 m) begann der Siegeszug des Fosbury-Flops, der den Straddle binnen kürzester Zeit weitgehend verdrängte. Thomas Zacharias ist weiterhin ein Verfechter der Straddle-Technik. Als Sportwissenschaftler kam er zu dem Schluss, dass die Straddle-Technik, wenn man sie denn beherrscht, dem Flop um ca. fünf Zentimeter überlegen ist. Nach Ansicht von Zacharias ist der Erfolg des Flops mehr auf falsche Information als auf seine technische Effektivität zurückzuführen.